# Sticky & Sweet Tour (musikalbum)
Sticky & Sweet Tour är det tredje livealbumet av den amerikanska popartisten Madonna, utgivet den 26 mars 2010. Den innehåller en konsertinspelning från El Monumental i Buenos Aires, Argentina och spelades in under hennes turné med samma namn. Albumet innehåller även 30 minuter med backstage-material. Låten "Don't Cry For Me Argentina" sjöngs bara under hennes uppträdanden i Argentina och är därför med exklusivt på denna DVD. Skivan är hennes första för sitt nya skivbolag Live Nation.

## Låtlista
DVD/Blu-ray
1. "The Sweet Machine" (Intro)
2. "Candy Shop"
3. "Beat Goes On"
4. "Human Nature"
5. "Vogue"
6. "Die Another Day" (Remix) (Video mellanspel)
7. "Into The Groove"
8. "Heartbeat"
9. "Borderline"
10. "She's Not Me"
11. "Music"
12. "Rain" (Remix) (Video mellanspel)
13. "Devil Wouldn't Recognize You"
14. "Spanish Lesson"
15. "Miles Away"
16. "La Isla Bonita"
17. "Doli Doli"
18. "You Must Love Me"/"Don't Cry For Me Argentina"
19. "Get Stupid" (Video mellanspel)
20. "4 Minutes"
21. "Like A Prayer"
22. "Ray Of Light"
23. "Hung Up"
24. "Give It 2 Me"

## Medverkande
- Regissörer – Nathan Rissman och Nick Wickham
- TV-regissör – Jamie King
- Filmproduktionsbolag – Semtex Films
- Producent – Sara Martin
- Exekutiva producenters – Madonna, Guy Oseary och Nicola Doning
- Fotograf – Darius Khondji
- Klippning – Jamie King, Nathan Rissman
- Kostymtecknare – Arianne Phillips

Medverkande är hämtade ur albumhäftet till Sticky & Sweet Tour.

### Fotnoter
1. ↑  Albumhäfte för Sticky & Sweet Tour av Madonna [DVD/CD]. Warner Bros. Records. 2010. 9362-497284.